# Градска кућа Рејт
Градска кућа Рејт налази се у градићу Рејт у Менхенгладбаху, немачка савезна држава Северна Рајна-Вестфалија. Зграда је подигнута 1894-86. године.

## Архитектура
Градска кућа, заједно са евангелистичком главном црквом изграђеном нешто касније, чине структурну групу која је подједнако доминантна у центру Рејта, како историјски тако и урбанистички. Угаона зграда бившег „Краљевски Окружне команде“ чини трећи акценат у градској кући и Евангелистичка главна црква формирала је историјску "градску круну" округа Рхеидт. Спојна зграда бившег окружног суда сачувана је само као грађевина.

### Бивша краљевска окружна команда
Подигнута 1900. за краљевску пруска окружна команда, која је на подстицај грађанства била премештена из Еркеленца у Рејт. Зграда је троспратна, двокрилна зидана зграда са готичким штукатурама. Стрми кров од шкриљевца, подигнут у углу. Главна предња страна окренута ка тржишту има седам оса, а бочна предња страна Лимитенштрасе има девет оса.
Висококвалитетна истористичка зграда са карактеристичном сликарском структуром, суштински део прстена јавних зграда подигнутих око 1900. године на главном тргу у Рејту. Као сведочанство о стицању престижа града у оквиру целокупног подухвата савременог редизајнирања Рејтовог центра града, команда округа је била од великог значаја.

### Бивши окружни суд
Зграду, саграђену 1880. године, преузела је градска управа 1905. године како би доградила спрат и добила одговарајућу преуређену фасаду. Троспратна зграда са стрехом има развијен двоводни кров. Током поправке извршене 1951. године, штукатура фасаде је уклоњена и замењена једноставним струганим малтером. На месту некадашњег ризалита подигнута је широка мансарда.